# NGC 1197
NGC 1197 je jedan do danas nepotvrđeni objekt u zviježđu Perzeju. Sva promatranja poslije nisu na tom položaju uočila nikoji objekt.

## Vanjske poveznice
- SEDS: NGC 1197